# دزد جواهر
«دزد جواهر» (انگلیسی: Jewel Thief) فیلمی هندی است که در سال ۱۹۶۷ منتشر شد. از بازیگران آن می‌توان به ویجینتی مالا، آشوک کومار، دو آناند و هلن اشاره کرد.